# Портрет Винсента Нубиолы
«Портрет Винсента Нубиолы» (исп. Retrato de Vicenç Nubiola) — картина маслом Жоана Миро, написанная в 1917 году. Картина была написана, когда художнику было 24 года, за год до его первой выставки, и сейчас рассматривается как его ранний шедевр периода, в котором Миро экспериментировал с кубизмом и фовизмом. По словам некоторых критиков, на картину также повлиял Ван Гог. Некогда приобретённая Пикассо, картина сейчас находится в коллекции Музея Фолькванг.

## История
Миро рано начал проявлять интерес к искусству и посещал уроки рисования, ещё учась в начальной школе. Однако, он занялся банковским делом, и снова начал изучать искусство лишь после нервного срыва. С Винсентом Нубиолой он познакомился во время учёбы в барселонском обществе «Cercle Artístic de Sant Lluc» в 1913 году. Нубиола был профессором земледелия в Школе изящных искусств в Барселоне. В Художественном обществе Миро также встретился с Жоаном Пратсом, ставшим ему другом на всю жизнь и помогшем Миро основать свой фонд. Миро написал портрет Нубиолы в 1917 году, и включил его в одну из самых ранних своих выставок в барселонской Гелерее Далмау (Galeria Dalmau).

## Описание
Эта картина является одним из шедевров раннего Миро, когда он экспериментировал со смесью кубизма и фовизма. В это время он написал несколько пейзажей и портретов, таких как «Портрет Энрика Кристофоля Рикарта» (1917), находящийся сейчас в музее Метрополитен в Нью-Йорке. Есть несколько замечаний критиков о том, что работа могла быть написана под влиянием Ван Гога, перед которым Миро восхищался. Портрет Нубиолы подписан Миро в нижнем левом углу.
На картине изображён Нубиола, сидящий в кресле возле стола, на котором есть фрукты, графин с вином и растение в горшке. Плоский фон позади фигуры украшают треугольники и дуги, расстёгнутый ворот красной рубашки Нубиолы указывает на его политический радикализм. Позже Миро написал автопортрет, где изобразил себя в такой же рубашке. Работа была приобретена Пикассо.

## Происхождение
Этот портрет находится в постоянной коллекции Музея Фолькванг в Эссене с 1966 года, когда она была куплена у галереи Вильгельма Гроссхеннига в Дюссельдорфе. Покупка была произведена при поддержке правительства земли Северный Рейн-Вестфалия, и картина поступила в музей с инвентаризационным номером Inv. G 351.